# Uloborus diversus
Uloborus diversus es una especie de araña araneomorfa del género Uloborus, familia Uloboridae. Fue descrita científicamente por Marx, in Banks en 1898.
Habita en México y los Estados Unidos.